# Rio Dragu (Calul)
O Rio Dragu é um rio da Romênia, afluente do Calul, localizado no distrito de Neamţ.